# 82. nordlige breddekreds
Den 82. nordlige breddekreds (eller 82 grader nordlig bredde) er en breddekreds, der ligger 82 grader nord for ækvator. Den løber gennem Ishavet og Nordamerika.